# ألموش
ألموش (عموش) كان إله بلاد ما بين النهرين. لقد كان سوكالو (الإله المصاحب) لإله القمر نانا، وكان يُعبد مثله في أور. كما كان مرتبطًا ارتباطًا وثيقًا بإله الماشية نينجوبلاجا، وخاصة في النصوص الفلكية يمكن اعتبارهما أخوة توأم.

## الأسم والشخصية
غالبًا ما كان اسم ألموش يُكتب بشكل تسجيلي كـ dLÀL (𒀭𒋭) أو dMÙŠ.LÀL، على الرغم من وجود هجاء مقطعي أيضًا. يشبه الشعار السومري LÀL ذلك الذي يمثل الإله غير ذي الصلة كابتا، مما أدى إلى ارتباك عرضي بينهما في المنح الدراسية في الماضي. يلاحظ فرانس ويجرمان أن اسم وشخصية ألموش (بالإضافة إلى أسماء وشخصيات سوكالو أخرى موثقة جيدًا لآلهة المدن الكبرى: نينشوبور، ونوسكا، وبونيني، وإيسيمود) لا يبدو أنها تظهر ارتباطًا مباشرًا بتلك الخاصة بسيده، نانا، والتي تعني أنه لا يمكن اعتباره تجسيدًا لتأثير أفعال الإله الرئيسي المقابل (على عكس السوكالز مثل نابيوم، واللهب المؤله المرتبط بجيرا أو نيمجير، والبرق المؤله المرتبط بإيشكور) أو التجسيد الإلهي لأوامر محددة (على عكس آلهة مثل إيتورامي، «لا تتراخى» سوكالو بيرتوم). لقد اقترح أنه كان إلهًا مرتبطًا بإنتاج الغذاء، حيث أن الشعار LÀL الذي استخدمه لكتابة اسمه يعني أيضًا «العسل» أو «الشراب»، وفي قائمة القرابين من الأمة يظهر جنبًا إلى جنب مع الآلهة المرتبطة بالحبوب (نيسابا). ومنتجات الألبان (نينيجارا، زوجة نينجوبلاجا، واسمها يعني «سيدة بيت الزبدة والقشدة»).
يمكن معالجة علموش على أنه سوكالماح. يشير هذا المصطلح في الأصل إلى مسؤول إداري مسؤول عن إدارة واجبات السوكال، وفي هذا السياق فئة من المسؤولين ذوي الرتب الأدنى المسؤولين عن الإشراف على تنفيذ الأوامر الملكية بدلاً من نوع من الإله. ومع ذلك، لا يوجد دليل على أن سوكالماه إلهي كان مسؤولاً عن آلهة تعتبر سوكالات، وفي بعض الحالات كان لدى الإله سوكالم متعددة ولكن لم تتم الإشارة إلى أي منهم على أنه سوكالماخ، بينما في حالات أخرى كان سوكالماه هو السوكال الوحيد لسيدهم.. على الأرجح فإن مخاطبة الإله بصفته سوكالماه كان المقصود منها فقط تسليط الضوء على المكانة الرفيعة لسيدهم في البانثيون. نص مكتوب بلهجة إيميسال السومرية يدعو ألموش «سيد الفناء النبيل»، ربما يكون مرادفًا لقبه المعتاد.
بدلاً من ذلك، يجادل فرانس سيمونز بأن ألموش كان إلهًا مرتبطًا بالعالم السفلي، مشيرًا إلى موقعه في قائمة الآلهة فيما يسمى «منحة الأرض لمونابيتو كودورو»، حيث يقع هو ونينغوبلاغا بين أعضاء مجموعتين راسختين من العالم السفلي. الآلهة نرجال وحاشيته والآلهة الأفعى تيشباك وعشتاران. إنه غير متأكد مما إذا كان ينبغي اعتبار ألموش وتوأمه أعضاء في إحدى هاتين المجموعتين، أو لا علاقة لهما بأي منهما على الرغم من شخصيتهما المفترضة. ويجادل أيضًا بأنه بما أن اختفاء القمر يمكن أن يكون مرتبطًا بالعالم السفلي وبالعروض الجنائزية، فمن المعقول الافتراض أن بعض حاشية إله القمر سيظهرون تقاربًا مع هذا المجال.
كانت سمة ألموش عبارة عن عصا، والتي على الأرجح تم استخدامها لتحديد السوكالز في الفنون البصرية.

## الارتباطات مع الآلهة الأخرى
كان ألموش سوكال (الإله المصاحب، الوزير الإلهي) لإله القمر في بلاد ما بين النهرين، نانا (سين في الأكدية). يقترح مانفريد كريبرنيك أنه ربما كان يُنظر إليه أيضًا على أنه أحد أبنائه في وقت غير معروف. كان لدى ألموش أيضًا سوكال بنفسه. هناك كتابتان معروفتان لاسم الإله الأخير، dUru3.gal وdUrux(EN).gal. يجب اعتبار حالات الإله الراسخ باعتباره سوكالًا لديه سوكال خاص به بمثابة حالة شاذة وفقًا لريتشارد إل ليتكي. الحالة الأخرى الموثقة هي نيغينا، سوكال إله الشمس أوتو، الذي كان سوكاله إقبي داميق.
كانت الإلهة نينوريما تعتبر زوجة ألموش. اسمها يعني «سيدة أور». بحسب نقش شولجي، كان لديها معبد في كارزيدا (جايش). هناك حالتان على الأقل تلقت فيها نينوروما القرابين إلى جانب زوجها. كما أنها تلقت بنفسها قرابين من الدقيق. الاسم الثيوفوري الذي يستدعيها، جيمي نينوريما، معروف من فترة أور الثالثة.
في قائمة آلهة نيبور، يظهر علموش خارج دائرة نانا، بجوار لولال. كان هذا الموضع على الأرجح يعتمد على حقيقة أن علامة LÀL كانت موجودة أيضًا باسم لولال.